# Ярослав-Дмитро Олександрович
Ярослав-Дмитро Олександрович (рос. Ярослав (Дмитрий) Александрович; 1315 — 1343) — великий князь рязанський у 1342—1343 роках.

## Життєпис
Син князя Олександра Михайловича Пронського. Народився 1315 року в Пронську. У 1340 році Олександра було вбито стриєчним братом Іваном Івановичем, князем рязанським, за спроби вийти з-під влади останнього. За цим Ярослав-Дмитро спадкував Пронське князівство.
1342 року рушив до хана Узбека, від якого отримав ярлик на велике князівство Рязанське. З ординським військом підійшов до Переяславль-Рязанського, де після короткого спротиву Іван Іванович втік (загинув у 1343 році). Але того ж року, не почиваючись себе безпечно Ярослав переніс столицю до Ростиславля-Рязанського. В цей час його стриєчний брат Іван був намісником Переяславль-Рязанського.
Помер Ярослав-Дмитро Олександрович 1343 року за невідомих обставин. Владу перебрав інший стриєчний брат Василь Олександрович.

## Родина
- Володимир (д/н—1372), великий князь Рязанський
- Юрій (д/н—1354), князь муромський